# Lenswood
Lenswood är en ort i Australien. Den ligger i kommunen Adelaide Hills och delstaten South Australia, omkring 21 kilometer öster om delstatshuvudstaden Adelaide. Antalet invånare är 734.
Runt Lenswood är det ganska glesbefolkat, med 36 invånare per kvadratkilometer..
I omgivningarna runt Lenswood växer huvudsakligen savannskog. Genomsnittlig årsnederbörd är 593 millimeter. Den regnigaste månaden är juli, med i genomsnitt 95 mm nederbörd, och den torraste är december, med 13 mm nederbörd.